# Guerra en el norte de Mozambique
La guerra en el norte de Mozambique es un conflicto en curso en la provincia de Cabo Delgado, que enfrenta a grupos islamistas que intentan establecer un estado islámico en la región y las fuerzas de seguridad de Mozambique. Los civiles han sido los principales objetivos de los ataques de los grupos islamistas. La principal facción insurgente es Ansar al-Sunna, una facción extremista nativa con tenues conexiones internacionales. Desde mediados de 2018, el Estado Islámico de Irak y el Levante (EIIL) supuestamente también ha manifestado estar activo en el norte de Mozambique y reivindicó su primer ataque contra las fuerzas de seguridad de Mozambique en junio de 2019 Por otro lado, grupos de delincuentes han aprovechado de la rebelión para organizar también redadas. En enero de 2019 Total S.A. anunció la evacuación de su personal a causa de la COVID y el yihadismo.  
Ansar al-Sunna (en español: partidarios de la tradición) es similar al nombre de un grupo insurgente sunita iraquí que luchó contra las tropas estadounidenses entre 2003 y 2007. La población local los llaman "al-Shabaab", sin embargo no tienen ninguna relación con el grupo somalí al-Shabaab aunque algunos de sus miembros participaron en su entrenamiento y actuaron como mercenarios en Mozambique. Se sabe que los militantes hablan portugués, el idioma oficial de Mozambique, kimwane, idioma local y suajili, la lengua franca que se habla en la región de los Grandes Lagos. Los informes también indican que los miembros son en su mayoría mozambiqueños de los distritos de Mocimboa da Praia, Palma y Macomia, pero también incluyen ciudadanos extranjeros de Tanzania y Somalia.

## Antecedentes

### Sobre el movimiento que actúa en la zona
Ansar al-Sunna, también conocido por su nombre original "Ahlu Sunnah Wa-Jamo" (traducido como "adeptos de la tradición profética"), fue inicialmente un movimiento religioso en los distritos del norte de Cabo Delgado que apareció por primera vez alrededor de 2015. Fue formado por seguidores del clérigo radical keniano Aboud Rogo, asesinado en 2012. Posteriormente, algunos miembros de su movimiento se establecieron en Kibiti, Tanzania, antes de trasladarse a Mozambique en 2015.
Ansar al-Sunna afirma que el Islam, tal como se practica en Mozambique, se ha corrompido y ya no sigue las enseñanzas de Mahoma. En consecuencia, los miembros del movimiento entraron en mezquitas tradicionales con armas para amenazar a otros para que siguieran sus propias creencias radicales.  El movimiento también es anticristiano y antioccidental, y ha tratado de evitar que la gente acuda a hospitales o escuelas que considera seculares y antiislámicas. Este comportamiento alejó a gran parte de la población local en lugar de convertirlos en Ahlu Sunnah Wa-Jamo, por lo que los miembros del movimiento se separaron y crearon sus propios lugares de culto.  Con el tiempo, el grupo se volvió cada vez más violento: pidió que se implementara la Sharía en el país, ya no reconocía al gobierno de Mozambique y comenzó a formar campamentos ocultos en el distrito de Macomia, el distrito de Mocímboa da Praia y el distrito de Montepuez. Allí, los militantes de Ansar al-Sunna fueron entrenados por ex policías y exguardias fronterizos que habían sido despedidos y guardaban rencor contra el gobierno. El movimiento también se puso en contacto con otros militantes islamistas en África Oriental y, según los informes, contrató a adiestradores de al-Shabaab de Somalia, Tanzania y Kenia . Sin embargo, estos adiestradores de al-Shabaab actuaron como mercenarios y ayudaron a Ansar al-Sunna no por las conexiones reales entre al-Shabaab y Ansar al-Sunna, sino por la paga que recibían de este último.  Algunos de los militantes de Ansar al-Sunna también han viajado al extranjero para recibir entrenamiento directo de otros grupos militantes.
Los militantes no están unificados, sino divididos en diferentes células que no parecen coordinar sus acciones. En agosto de 2018, la policía de Mozambique había identificado a seis hombres como líderes de los militantes en Cabo Delgado: Abdul Faizal, Abdul Raim, Abdul Remane, Ibn Omar, "Salimo" y Nuno Remane.  Ansar al-Sunna se financia mediante el comercio de heroína, contrabando y marfil.

### Situación económica y social en la zona
Mozambique ocupa el puesto 181 de un total de 189 países en el Índice de Desarrollo Humano y es uno de los países más pobres del mundo. Más del 65 % de la población vive en condiciones de extrema pobreza y sólo el 5 % de la población ha terminado educación secundaria. La mayoría de la población no tiene acceso a infraestructuras básicas, servicios sanitarios o educación.
Si bien la religión juega un papel fundamental en el conflicto, los analistas creen que los factores más importantes de la insurgencia son los problemas sociales, económicos y políticos generalizados en Mozambique. El desempleo y especialmente el desempleo juvenil se consideran las principales causas por las que los lugareños se unan a los rebeldes islamistas. Las crecientes desigualdades han llevado a muchos jóvenes a ser fácilmente atraídos por un movimiento tan radical, ya que Ansar al-Sunna promete que su forma de Islam actuará como "antídoto" para la situación política existente frente a un «gobierno corrupto y elitista».  
Por otro lado la costa norte de Mozambique se ha convertido en los últimos años en un centro de contrabando de marfil, heroína, madera y rubíes con la participación y complicidad de la policía y funcionarios gubernamentales. Los barones contrabandistas locales contrataron a jóvenes para sus redes pagándoles bien. Por otro lado la proximidad a la frontera con Tanzania poco vigilada, ha generado mucho movimiento de personas aumentando el tráfico principalmente desde Kenia, Somalia y Grandes Lagos a través de Mozambique para llegar a Sudáfrica.
El descubrimiento en alta mar de uno de los yacimientos de gas más grandes de África en 2010 desencadenó la expectativa de una zona de riqueza que hasta el momento no ha tenido impacto a nivel local. En 2018 se calculaba que, sin contratiempos como los que ya se están viviendo a causa de las acciones terroristas, no se produciría gas en la región hasta 2022 y no habría ingresos considerables para el gobierno hasta al menos 2028.

## Violencia y detenciones
- El 5 de octubre los insurgentes atacaron 3 comisarías de policía en la localidad de Mocímboa da Praia . Participaron en el ataque 30 miembros armados, que mataron a 17 personas, incluidos dos policías y un líder comunitario. 14 de los autores fueron capturados. Durante esta breve ocupación de Mocímboa da Praia, los perpetradores robaron armas de fuego y municiones y dijeron a los residentes que rechazaban la sanidad y la educación estatales y se negaban a pagar impuestos. Se dice que el grupo está afiliado a Al-Shabaab, el grupo extremista islamista afiliado a Al Qaeda situado y que opera principalmente en las regiones del sur de Somalia.[17]
- El 10 de octubre, la policía detuvo a 52 sospechosos en relación con el ataque del 5 de octubre.[18]
- El 21 de octubre, tuvo lugar una escaramuza antes del amanecer entre el grupo y las fuerzas gubernamentales en el pueblo pesquero de Maluku, aproximadamente a 30 kilómetros (18,6 mi) de Mocímboa da Praia. Como resultado, muchos lugareños huyeron del pueblo.[19]
- El 22 de octubre, se produjeron más escaramuzas cerca de la aldea de Columbe, a unos 16 kilómetros (9,9 mi)   sur de una instalación de Anadarko Petroleum .
- El 27 de octubre de 2017, la policía de Mozambique confirmó la detención de 100 miembros más del grupo, incluidos extranjeros, en relación con el ataque del 5 de octubre.[20]
- El 24 de noviembre, en la provincia de Cabo Delgado, en el norte de Mozambique, el gobierno ordenó el cierre de tres mezquitas ubicadas en Pemba y en los barrios de Cariaco, Alto Gigone y Chiuba, que se creía tenían conexión con el fundamentalismo islámico .[21]
- El 29 de noviembre, el grupo atacó las aldeas de Mitumbate y Maculo, hiriendo a dos personas y matando al menos a otras dos. Las dos muertes fueron por decapitación y muerte por quema . Según las autoridades locales, los terroristas también destruyeron una iglesia y 27 viviendas.[22]
- El 4 de diciembre, el gobierno del distrito de Mocimboa da Praia en el norte de Mozambique nombró a dos hombres, Nuro Adremane y Jafar Alawi, como sospechosos de organizar los ataques de un grupo armado contra la policía en octubre. Ambos hombres eran ciudadanos de Mozambique. El gobierno del distrito declaró que ambos hombres estudiaron el Islam en Tanzania, Sudán y Arabia Saudita, donde supuestamente también recibieron entrenamiento militar.[23]
- El 17 de diciembre se cometió con éxito un intento de asesinato del Director Nacional de Reconocimiento de la Unidad de Intervención Rápida de la Policía.[24]
- El 26 de diciembre, el portavoz de la policía Inacio Dino anunció el inicio de operaciones de contrainsurgencia en los bosques aledaños a Mutumbate, en la provincia de Cabo Delgado. Dado que expiró la amnistía por rendición, afirmó que 36 ciudadanos tanzanos serían el objetivo de las operaciones.[25]
- El 29 de diciembre, el periódico independiente mozambiqueño "O Pais" informó que paracaidistas e infantes de marina de Mozambique atacaron la aldea de Mitumbate por aire y mar, considerándola un bastión de los insurgentes. Las secuelas del ataque dejaron 50 muertos, incluidos mujeres y niños, y un número desconocido de heridos.[26]

### 2018
- El 3 de enero, la policía de Mozambique anunció que los ataques del 29 de diciembre se habían clasificado como actos de terrorismo.[27]
- El 13 de enero, un grupo de terroristas ingresó a la ciudad de Olumbi en el distrito de Palma alrededor de las 8 p. m. y disparó contra un mercado y un edificio administrativo del gobierno, matando a 5.[28]
- El 28 de enero, apareció un vídeo en las redes sociales que mostraba a seis extremistas islamistas vestidos de civil y pedía a los mozambiqueños que se unieran a ellos en la lucha por los valores de la doctrina islámica y establecieran la ley islámica . El video estaba en portugués y árabe .[29]
- El 12 de marzo, Radio Moçambique informó que un grupo armado atacó la aldea de Chitolo. Quemando 50 casas y matando residentes en el proceso.[30]
- El 21 de marzo, los residentes de la aldea de Manilha abandonaron sus hogares después de presenciar ataques de hombres armados en los alrededores a orillas del río Quinhevo.[31]
- Los días 20, 21 y 22 de abril, el grupo atacó los pueblos de Diaca Velha, cerca del límite con el distrito de Nangade, así como el pueblo de Mangwaza en el distrito de Palma. Saquear casas, quemar cuatro casas y matar a una persona y tomar tres rehenes. Sin embargo, el 22 de abril el personal de seguridad de Mozambique inició operaciones de persecución que capturaron a 30 yihadistas en el proceso.[32] Mientras tanto, un periódico sudafricano informó que unos 90 militantes pertenecientes al Estado Islámico de Irak y el Levante se habían infiltrado en el norte de Mozambique, citando fuentes de inteligencia no identificadas. El gobierno de Mozambique rápidamente negó este informe por carecer de fundamento.[33] No obstante, la Unión Africana informó en mayo de que había confirmado la presencia de fuerzas del EIIL en Mozambique.[4]
- El 27 de mayo, diez personas, entre ellas niños, fueron decapitadas en la localidad de Monjane, en el distrito de Palma de la provincia de Cabo Delgado. Los lugareños atribuyen la violencia a al-Shabab, un grupo terrorista fundado en 2015 (sin relación con el grupo terrorista somalí al-Shabab ).[34] Doce días después, la Embajada de Estados Unidos en Mozambique advirtió a los ciudadanos estadounidenses que abandonaran la sede del distrito de Palma, citando el riesgo de otro ataque inminente.[35]
- El 3 de junio, cinco civiles fueron decapitados en un ataque contra la aldea de Rueia en el distrito de Macomia.[36]
- El 5 de junio, seis hombres armados con machetes y pistolas mataron a siete personas e hirieron a otras cuatro e incendiaron decenas de casas en la aldea de Naunde, en el distrito de Macomia.[37][38]
- El 6 de junio, al menos seis personas murieron y dos resultaron gravemente heridas cuando terroristas armados con cuchillos y machetes atacaron la aldea de Namaluco en el distrito de Quissanga. Los asaltantes también incendiaron un centenar de casas.[39]
- El 11 de junio, terroristas armados con machetes y armas de fuego atacaron la aldea de Changa en el distrito de Nangade en la provincia de Cabo Delgado, en el norte de Mozambique, y mataron a cuatro personas. Los atacantes también incendiaron varias casas.[40]
- El 12 de junio, un grupo de hombres armados atacó la aldea de Nathuko en el distrito de Macomia en la provincia mozambiqueña de Cabo Delgado. Los terroristas decapitaron a un aldeano, incendiaron varias casas y mataron a todos los animales.[41]
- El 21 de septiembre, 12 personas murieron, 15 resultaron heridas y 55 casas fueron quemadas por yihadistas en la aldea de Paqueue en la provincia de Cabo Delgado . Diez de las víctimas fueron asesinadas a tiros y dos fueron quemadas, y al menos una de las víctimas fue decapitada post-mortum.[42]
- El 3 de noviembre, presuntos insurgentes de Ansar al Sunna saquearon casas e incendiaron al menos 45 casas en una aldea aislada del distrito de Macomia; no se informó de víctimas en el incidente.[43][44]
- El 7 de diciembre, Mustafa Suale Machinga, de 30 años, fue capturado por residentes locales y remitido a las autoridades de la aldea de Litingina en el distrito de Nangade, provincia de Cabo Delgado en Mozambique. Machinga, un exmiembro de las Fuerzas Armadas de Mozambique (FAM), fue capturado tras de ser acusado por los residentes de liderar el grupo responsable de los ataques inspirados por militantes islamistas en la zona.[45]

### 2019

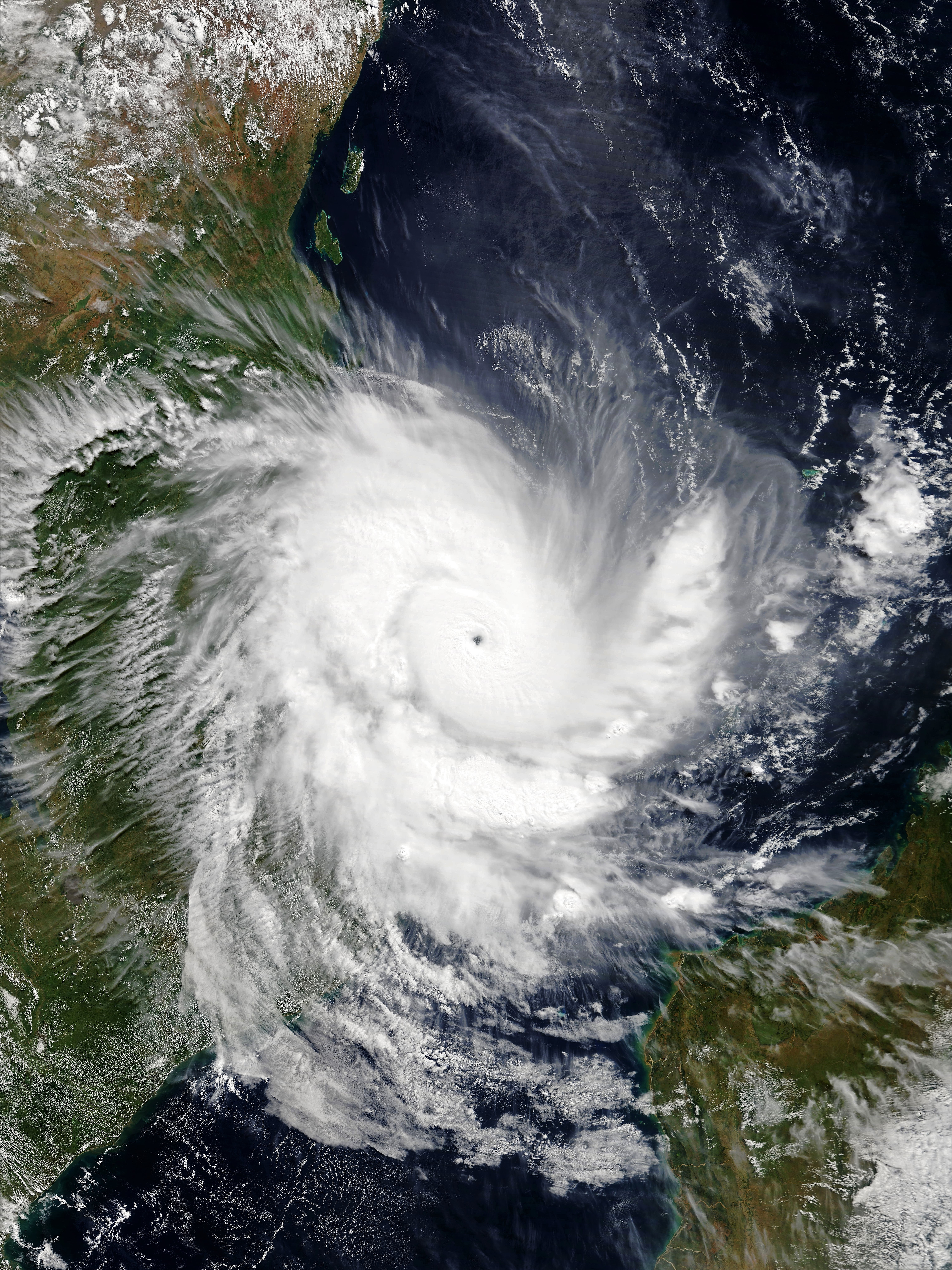
Imagen de satélite del ciclón Kenneth acercándose a Mozambique el 25 de abril

- En algún momento de enero o principios de febrero de 2019, las fuerzas de seguridad capturaron a Abdul Rahmin Faizal, un presunto líder insurgente de nacionalidad ugandés.[46]
- El 8 de febrero, combatientes islamistas atacaron la aldea de Piqueue en Cabo Delgado, mataron y desmembraron a siete hombres y secuestraron a cuatro mujeres.[47]
- Después de que el ciclón Kenneth azotara Mozambique el 25 de abril, lo que provocó una gran devastación, los rebeldes inicialmente detuvieron sus ataques. Sin embargo, el 3 de mayo volvieron a atacar destruyendo la aldea de Nacate, distrito de Macomia, matando a seis civiles. En las siguientes semanas, los islamistas incrementaron sus ataques, asaltando e incendiando varias aldeas como Ntapuala y Banga-Vieja en el distrito de Macomia, así como Ida e Ipho en el distrito de Meluco. También llevaron a cabo emboscadas y les dijeron a los lugareños que abandonaran sus hogares. Al menos dos ataques tuvieron como objetivo a trabajadores de Anadarko Petroleum, una empresa de exploración de hidrocarburos con sede en Estados Unidos.[48]
- El 4 de junio, el EIIL afirmó que su rama de la "provincia de África central" había llevado a cabo un ataque con éxito contra el Ejército de Mozambique en Mitopy, en el distrito de Mocímboa da Praia.[5] Al menos 16 personas murieron y unas 12 resultaron heridas durante el ataque. En este punto, ISIL consideraba a Ansar al-Sunna como uno de sus afiliados, aunque no está claro cuántos rebeldes islamistas en Mozambique son realmente leales a ISIL.[49]
- El 3 de julio, un ataque de islamistas en el distrito de Nangade mató a siete personas, incluidos civiles y un policía. El 6 de julio, el EIIL se atribuyó la responsabilidad del ataque.[50]
- El 25 de septiembre, el equipo militar ruso - dos helicópteros Mi-17, se entregó a través de un avión de transporte An-124 de la Fuerza Aérea Rusa (matrícula RA-82038) que aterrizó en Nacala.[51] Los gobiernos de Rusia y Mozambique habían firmado previamente un acuerdo de cooperación técnica y militar a finales de enero de 2017.[52]
- A principios de octubre, el ejército de Mozambique lanzó varias operaciones de contrainsurgencia con el apoyo de mercenarios rusos y contratistas de defensa del Grupo Wagner. Los rebeldes fueron rechazados en muchas áreas de Cabo Delgado y obligados a retirarse al bosque.[53] Además, 34 personas fueron detenidas mientras viajaban de Nampula a Cabo Delgado para unirse al grupo insurgente afiliado al EIIL.[54] Los rebeldes se burlaron de la muerte de siete mercenarios rusos y de 20 soldados mozambiqueños durante dos emboscadas. Los ataques se atribuyeron a la provincia de África Central del Estado Islámico.[55]
- En noviembre, varias tropas gubernamentales y 5 combatientes del Grupo Wagner murieron en una emboscada, y el EIIL asumió la responsabilidad del ataque.[56][57]

### 2020
- El 23 de marzo, la ciudad de Mocimboa da Praia fue capturada por militantes islamistas[58] en un ataque coordinado desde tierra y mar. Los rebeldes destruyeron edificios gubernamentales e izaron una bandera yihadista, pero se abstuvieron de atacar a civiles. Los insurgentes distribuyeron alimentos y saquearon bienes a los lugareños, y se retiraron de la ciudad ese mismo día.[59]
- El 25 de marzo, los rebeldes asaltaron la capital del distrito de Quissanga,[60] seguidos de varias aldeas más.
- El 7 de abril, militantes mataron a 52 aldeanos en la aldea de Xitaxi, que se negaron a unirse a ellos.[61] La provincia de África Central del Estado Islámico fue considerada responsable de la masacre.[62] El mismo día, según los informes, las fuerzas de seguridad de Mozambique mataron a 39 militantes durante un intento de ataque a la aldea de Muidumbe.[63] Mientras tanto, varios rebeldes locales declararon su intención de establecer un califato en el norte de Mozambique.
- El 10 de abril, las fuerzas de seguridad presuntamente mataron a 59 rebeldes durante un enfrentamiento en las islas Quirimbas.
- Según los informes, las fuerzas de seguridad de Mozambique mataron a 31 insurgentes durante las operaciones en la isla de Ibo del 11 al 13 de abril.
- El 24 de abril, el gobierno de Mozambique admitió por primera vez que los seguidores del Estado Islámico estaban activos en el país y estaban involucrados en la insurgencia.
- El 14 de mayo, el ministro del Interior de Mozambique, Amade Miquidade, afirma que las fuerzas gubernamentales habían matado a 50 insurgentes en incidentes separados en la parte norte de la provincia de Cabo Delgado.[64]
- El 28 de mayo, alrededor de 90 combatientes islamistas atacaron la ciudad de Macomia y izaron la bandera negra.[65]
- En junio, las fuerzas especiales sudafricanas SANDF se habían activado en Mozambique, ayudando a las fuerzas de seguridad locales contra los rebeldes locales.
- 1 de junio: las fuerzas gubernamentales recuperaron Macomia y mataron a dos líderes yihadistas.[66]
- 27 de junio: Mocímboa da Praia fue capturado nuevamente por militantes islamistas,[67] con IS-CAP alegando ser responsable. En consecuencia, muchos civiles locales huyeron de la ciudad. El mismo día, otros rebeldes tendieron una emboscada a trabajadores pertenecientes a Fenix Constructions Service Lda, una empresa de construcción privada subcontratada por la empresa de petróleo y gas Total SA, matando al menos a ocho empleados.[68]
- 30 de junio: Fuerzas gubernamentales recapturaron Mocímboa da Praia.[69]
- 25 de julio: militantes alineados con el Estado Islámico mataron a dos civiles en la aldea de Chai, cerca de Macomia.
- 26 de julio: las fuerzas gubernamentales recuperaron Chai.[70]
- 5 de agosto: los islamistas atacan Mocimboa da Praia.
- 9 de agosto: los insurgentes capturan a Awasse.[71]
- 11 de agosto: los islamistas lograron capturar Mocimboa da Praia después de cinco días de enfrentamientos.[72][73][74]

### 2021
- 2 de enero de 2021. Total S.A.  anuncia la evacuación de sus empleados tras una serie de ataques yihadistas en las últimas semanas. Al menos se han producido cuatro ataques en diciembre de 2020.[75]

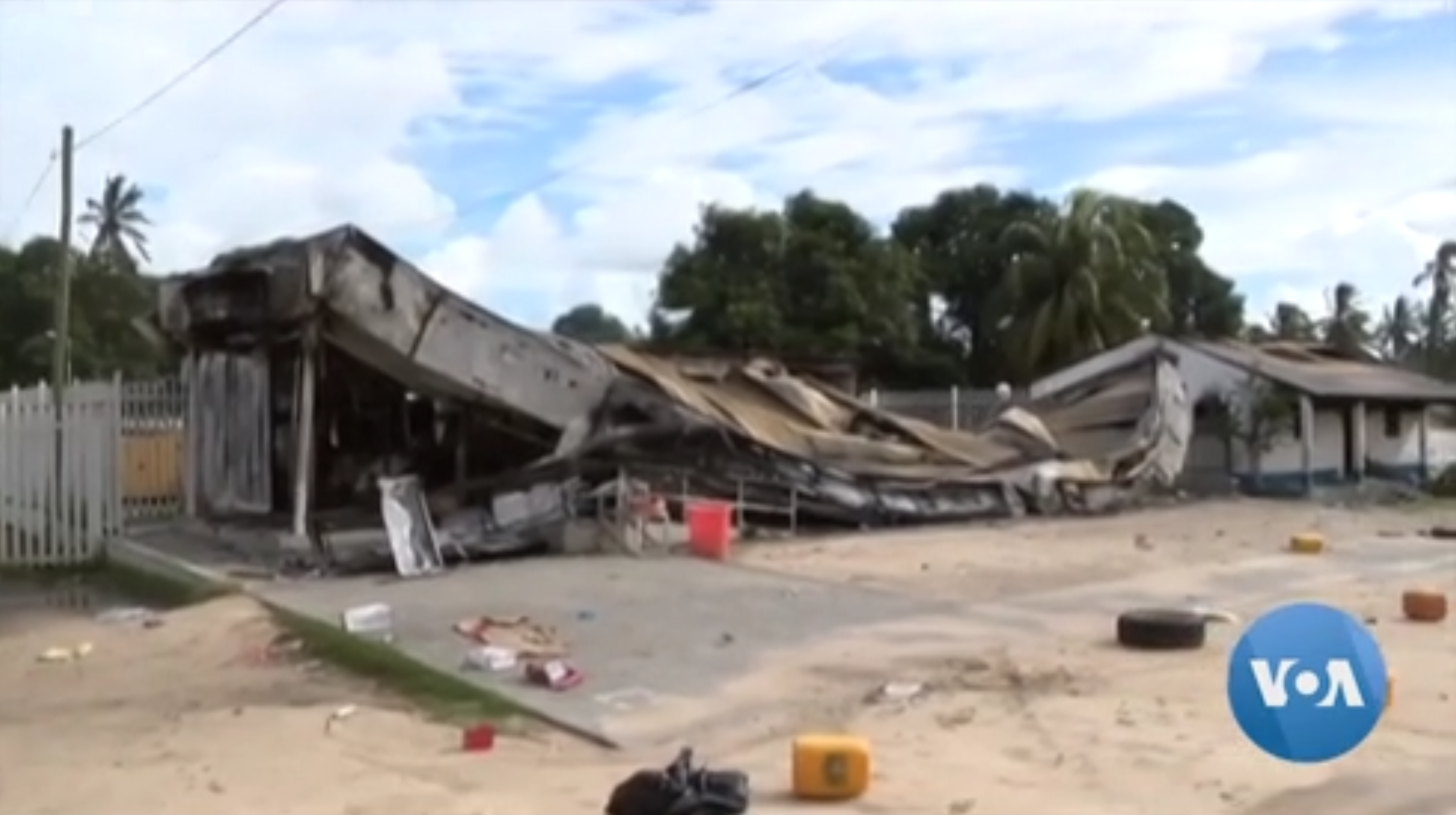
Edificio Incendiado en Palma

- Edificio Incendiado en Palma24 de marzo de 2021. En una espectacular acción los rebeldes tomaron a estratégica ciudad de Palma, reteniéndola durante más de una semana. Hubo numerosas víctimas, incluyendo ciudadanos extranjeros, y cerca de 10.000 personas huyeron. Tropas sudafricanas fueron desplegadas para rescatar a sus nacionales mientras Portugal anunció el envío de sesenta militares para entrenar y asesorar al Ejército local. Es el mayor revés gubernamental y deja al Gobierno en una delicada situación.[76]

### 2022
- 2 de enero: tres civiles murieron después de que militantes de ISIS atacaran la aldea cristiana de Nofa Zambizia en el distrito de Macomia.
- 7 de enero: La aldea de Nashi Bandi fue atacada por agentes de ISIS, matando a dos milicianos mozambiqueños cristianos y destruyendo al menos 30 casas. El mismo día, el EI también reivindicó el ataque a la aldea de Ikomila, en la región de Mueda, matando a un miliciano mozambiqueño e incendiando varios edificios.
- 8 de enero: el EI se atribuyó la responsabilidad de un ataque contra la aldea de Alberto Chipande en el distrito de Mueda, en el que murieron un civil y un miliciano mozambiqueño fuera de servicio.
- 11 de enero: Los insurgentes matan a un pescador después de atacar la isla de Ilha Quilhaule frente a la costa del distrito de Ibo.
- 12 de enero: Los insurgentes atacaron Luneke, distrito de Nangane, mataron a 3 civiles y luego huyeron en una motocicleta.
- 13 de enero: SADC anunció la extensión de una ofensiva militar de 3 meses contra bases insurgentes en Cabo Delgado y que hasta el momento había logrado matar a 31 insurgentes y había confiscado varias armas en el proceso.
- 15 de enero: Agentes de ISIS secuestraron a 3 milicianos mozambiqueños de Nova Zambezia y los ejecutaron por decapitación.
- 23 de enero: Los insurgentes atacaron el pueblo de Limualamuala, decapitaron a 3 civiles y quemaron varios edificios.
- 26 de enero: los insurgentes atacaron la aldea de Nova Zambezia, distrito de Macomia, y decapitaron a un civil.
- 27 de enero: La aldea de Mitambo, en el distrito oriental de Meluco, fue atacada por un grupo de insurgentes. Un civil fue decapitado por insurgentes durante el ataque.
- 28 de enero: La aldea de Iba, distrito de Meluco, fue atacada por insurgentes, matando al menos a 6 civiles. Posteriormente, los insurgentes abandonaron el pueblo y comenzaron un ataque contra el pueblo de Muaguide, matando a otros 8 civiles. IS más tarde reivindicó el ataque.
- 29 de enero: Soldados ruandeses y mozambiqueños tendieron una emboscada a un grupo de insurgentes cerca de Naquitengue, en el distrito sur de Mocimboa da Praia, y mataron a dos de ellos, incluido un líder insurgente que fue identificado como 'Twahili Mwidini'.
- 31 de enero: los insurgentes atacaron Olumboa, un pueblo en la costa del distrito de Macomia, matando a un civil. Posteriormente, el Estado Islámico se atribuyó la responsabilidad del ataque.
- 1 de febrero: Los insurgentes lanzaron un ataque contra los pueblos costeros de Ilha Matemo y Matemo. Los insurgentes llegaron en barco y mataron a 3 civiles en el transcurso del ataque. IS luego se atribuyó la responsabilidad.
- 5 de febrero: los insurgentes asaltaron varias áreas entre la ciudad de Macomia y Pemba. En los allanamientos, los insurgentes tendieron una emboscada a un grupo de cazadores civiles, matando a 4 de ellos y robándoles la comida. También fue atacada la aldea de Rafique, donde fue decapitado un civil. También el 5 de febrero, los insurgentes tienden una emboscada a una patrulla del ejército mozambiqueño cerca de Nova Zambezia, distrito de Macomia, lo que provoca la muerte de 5 insurgentes y un soldado mozambiqueño.
- 7 de febrero: los insurgentes atacaron la aldea de Namuembe, al sur de Nangade, y mataron a un civil. Posteriormente, un grupo de milicianos mozambiqueños tendió una emboscada a los insurgentes mientras ocurría el ataque. El tiroteo que siguió dejó 7 insurgentes y 4 milicianos mozambiqueños muertos.
- 6 al 8 de febrero: las fuerzas armadas recuperaron las aldeas de Nihca de Rovuma y Pundanhar, donde los yihadistas han establecido sus campamentos.[77]
- 10 de febrero: milicianos mozambiqueños capturaron a un insurgente cerca de Namuembe, lo que reveló la ubicación de un campamento insurgente cerca de Nangade y que el campamento estaba dirigido en gran parte por tanzanos. Posteriormente, los milicianos mozambiqueños tendieron una emboscada a un grupo de insurgentes cerca de Nangade, matando a 6 insurgentes.[78]

## Límites a la libertad de prensa
Existe una falta de acceso a información confiable en la región debido a que los periodistas son intimidados por el gobierno y el personal militar. El 5 de enero de 2019, las autoridades de Mozambique detuvieron ilegalmente al periodista Amade Abubacar, que había informado sobre la insurgencia. Posteriormente fue sometido a tortura y solo quedó en libertad bajo fianza después de 107 días de detención . Reporteros sin Fronteras denunció la detención. Otros periodistas han tenido problemas para informar sobre la zona. 